# Château du Taillis
Le château du Taillis est une demeure du XVIIe siècle qui se dresse sur le territoire de la commune française de Duclair, dans le département de la Seine-Maritime, en région Normandie. L'édifice est partiellement inscrit au titre des monuments historiques.

## Localisation
Le château est situé à droite de la route du Trait, dans le hameau Saint-Paul à Duclair, dans le département français de la Seine-Maritime, dans un site classé depuis le 14 juin 1952, partie du parc naturel régional des Boucles de la Seine Normande.

## Historique
(mai 2025).
Bâti sur les fondations d’une maison forte du XIIIe siècle, le château a été édifié vers 1530 par Jehan du Faÿ du Tailly.
Après une construction inachevée, le corps central fut agrandi par l’adjonction de deux pavillons au XVIIe siècle et finalisé par de nouvelles ailes au XVIIIe siècle. Ce sont ainsi 300 ans d’architecture qui se côtoient et se respectent par une même symétrie unique en France.

## Description
La façade sculptée présente des blasons seigneuriaux, ainsi que des niches et des pilastres.

### Le parc
Le parc du château du Taillis possède des arbres remarquables et anciens tels que Séquoia géant, Tulipier de Virginie, Cèdre de l'Atlas. Il est parsemé de massifs, de plates-bandes et de dépendances telles que l’orangerie (imitant un temple gréco-romain) ou les écuries bâties dans une chapelle du XVIe siècle. On y retrouve toute la symbolique et l’esprit des parcs du XVIIIe siècle.
La restauration de la serre de Guillot Pelletier fait partie des projets retenus du Loto du patrimoine 2018.

## Protection
Le logis ; l'orangerie ; la glacière ; les granges est et ouest ; les éléments subsistants de la clôture sont inscrits  au titre des monuments historiques par arrêté du 19 avril 1996.

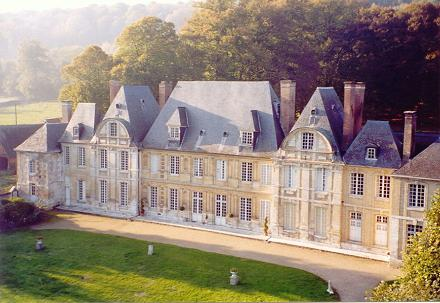
Vue aérienne.
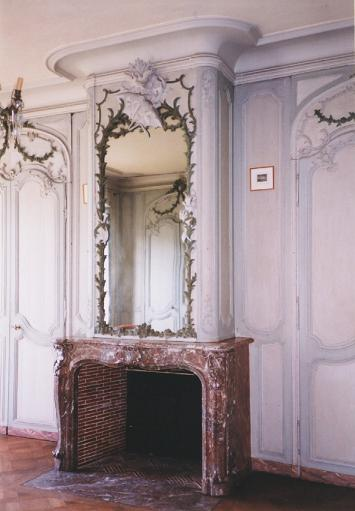
Cheminée de marbre.
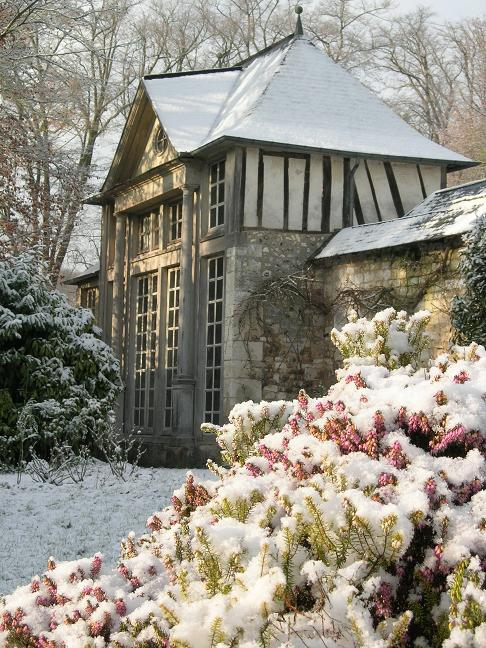
L'orangerie.
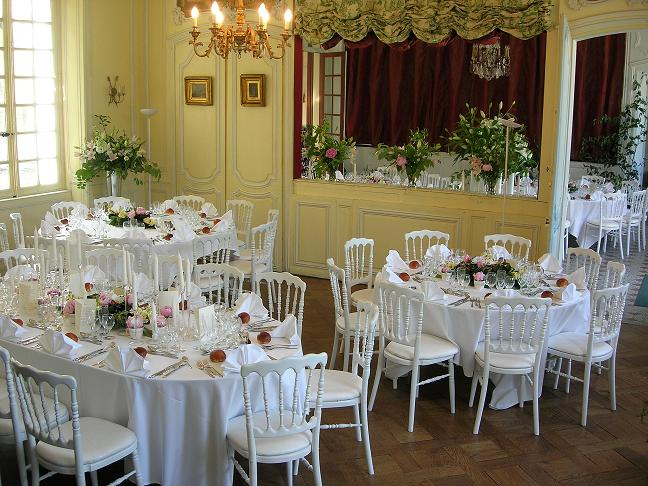
Salle à manger.